# Бой под Миловидами
Бой под Миловидами — одно из нескольких крупных сражений произошедшее между польско-белорусскими повстанцами и регулярными российскими войсками 22 мая (3 июня) 1863 год у деревни Миловиды (ныне Барановичский район, Брестская область, Республика Беларусь) в ходе Январского восстания.

## Предыстория
Одновременно с появлением вооружённых повстанческих отрядов в Царстве Польском начали формироваться менее многочисленные группы повстанцев и в соседней Гродненской губернии, что входила в состав Северо-Западного края. Вооруженная борьба здесь была не такая активная и отличалась почти полным отсутствием крупных сражений, а заменой их скорее на одиночные нападения из засад незначительных групп повстанцев на регулярные войска. Наиболее известным командиром был подполковник повстанческой армии и бывший офицер императорской армии Александр Ленкевич. В конце мая 1863 года недалеко от деревни Миловиды в лесу, в стороне от дороги Брест — Бобруйск, был организован повстанческий лагерь собравший в себе отряды Франтишка Юндилова (300 человек), Густава Стравинского (270 человек), Александра Ленкевича (150 человек), Витольда Миладовского (140 человек), Феликса Влодека (50 человек) общей численностью около 900 повстанцев (более 3.000 по русским данным). Общее командование над ними осуществлял Ленкевич.
20 мая (1 июня) 1863 года повстанцы организовали засаду на регулярные войска в нескольких километрах от лагеря в результате, которой погибли прапорщик и два рядовых кавалериста русской армии, и ещё один был ранен и сумел сбежать. 21 мая (2 июня) 1863 года Константин Калиновский навестил мятежный лагерь и провел инспекцию повстанческих сил, после чего убыл в Гродно.
В то же время со Слонима против повстанцев была направлена колонна российских войск Староингерманландского полка под командованием подполковника Булгарина общим количеством около 700 человек — 3 роты пехоты, 30 всадников, 4 пушки из расчетами.
Булгарин разделил подчиненные ему войска на две части. Одной, во главе с майором Егоровым в составе одной роты, двух пушек и 15 всадников, он приказал идти через Жировичи, Бытень и оттуда через Добромысль и Юголин к Грудополю. Сам же Булгарин во главе второй группы в составе двух пушек, двух рот и 15 всадников направился туда же, к Грудополю, через Колбовичи. Поблизости деревни Ямышино он остановился в ожидании разъезда артиллерийского офицера прапорщика Броневского с несколькими всадниками. Только тот сообщил, что шоссе свободно, как со стороны леса послышались выстрелы.
Булгарин приказал рассыпать первый взвод цепью и направил их через лес к шоссе. Более никаких выстрелов не происходило. Как выяснилось, Броневский еще к подходу основных сил Староингерманландского полка послал в сторону Миловид конвойного подофицера Кушму с несколькими всадниками, но они попали в ловушку. Кушма был схвачен, и позже убит одним из повстанцев.
К Булгарину подошла рота майора Егорова. На ночь они разместились в деревне Грудополе. Из Несвижа русским было сообщено про скорый подход двух рот во главе с майором Рядовым, к которому Булгарин направил одного из своих людей, чтобы тот передал записку. В ней Рядову приказывалось ударить на Миловиды. Выстрелы его атаки станут сигналом для наступления самого Булгарина. И, таким образом, повстанцы попали бы в ловушку. Но к 10 часам утра 22 мая (3 июня) стало очевидным, что ожидания не оправдались. Поэтому Булгарин решил самостоятельно начать наступление на повстанческий лагерь под Миловидами.

## Бой
Утром (около 10:30) 22 мая (3 июня) 1863 года к лагерю подошли регулярные войска, численностью в 3 роты пехоты, и конный отряд в 30 всадников с 2 орудиями, под командованием подполковника Булгарина, вышедшие днем ранее из Несвижа в ответ на нападение мятежников.
Лагерь был хорошо укреплен, так как находился в густом лесу и был также окружен импровизированными баррикадами из сваленных или спиленных деревьев.
Ленкевич собрался атаковать правительственные войска, но был вынужден отступить, так как русские открыли огонь картечью из пушек, по лесному массиву, и любая атака для мятежников обернулась бы значительными потерями. Все силы Ленкевича отступили в лес, используя деревья как прикрытие. Произведя несколько залпов из орудий русский отряд начал наступление вглубь леса, но солдаты шли по болотистой и не расчищенной лесной местности, и несли потери от пуль мятежников, и поэтому, проведя три атаки, которые были отбиты мятежниками, около 15:00 регулярные войска отошли на километр от повстанческого лагеря и остановились, решив дождаться подкрепления в 10 рот пехоты из Слонима.
Ленкевич сначала приказал атаковать отступившие русские войска, но, узнав о приближении вражеского подкрепления, отменил свой приказ, ограничившись легкой перестрелкой с отступающим русским арьергардом. Повстанцы закрепили оборону в лагере и, когда между 17:00 и 20:30 регулярные войска попытались вместе с 2 ротами подкрепления и поддержкой орудий повторить атаку, повстанцы легко её отбили и заставили неприятеля отступить в Миловиды находящиеся в 5 километрах от мятежного лагеря, завершив бой.

## После боя
Ленкевич знал, что регулярные войска так или иначе займут лагерь превосходящими силами, и в ночь на 23 мая (4 июня) 1863 года отдал приказ покинуть его. Утром опустевший повстанческий лагерь был без боя занят правительственными войсками. Булгарин отдал приказ одной роте направится на поиски мятежников, но те хорошо ориентировались на местности и успели далеко уйти. После того как трое солдат, оступившись, увязли в болоте (удалось вытащить только одного) Булгарин приказал поиски прекратить.
Фактически в битве повстанцы получили лишь тактическую победу. Потери регулярных войск они оценили в 50 убитых и более 200 раненых, свои же в 18 убитых и раненых. Согласно же донесению Булгарина о потерях во время и после боя регулярные войска потеряли 12 человек погибшими (9 убиты на поле боя, 1 умер от ран, 2 утонули), и 39 ранеными. Потери мятежников он оценил не менее чем в 18 убитых и около 50 раненых. Тела мятежников и русских солдат, по приказу Булгарина были погребены в двух братских могилах по разные стороны дороги находящиеся возле леса.